# 朱新環
靖安王朱新環（16世纪—17世纪），明朝靖安恭懿王朱知焝的嫡长子。

## 生平
嘉靖三十七年（1558年），朱新環受封为靖安长子。
万历七年（1579年），朱知焝去世。萬曆十年（1582年）四月，明神宗御文華殿傳詔遣陽武侯薛鋹、定遠侯鄧世棟、翰林院編修鄧以贊、王懋德、馮琦、尚寶司少卿徐元春、給事中萬象春、史繼宸、姚德重、聶良杞、張養蒙、行人司司副沈瑞臨、行人林士弘、周光復、林廷陞、唐仲寅、中書舍人祝大舟、吳嶽秀等為正副使，持節冊封朱新環為靖安王。
萬曆三十一年（1603年）七月，神宗发敕书奖励朱新環和沁水王府輔國將軍朱珵圻的孝義。
朱新環能作诗，曾为城西北的多福寺、土堂寺作诗。
朱新環去世后，因为庶长子靖安长子朱慎𨦯已经去世，由朱慎𨦯的庶长子朱敏没袭封。朱新環去世的时间和谥号待考。

## 评价
万历三十七年（1609年）十一月，山西巡按喬允升上言称“靖安、沁水、西河諸王皆號稱賢王”。